# Arjan Brussee
Arjan René Brussee (Amsterdam, 1972) is een Nederlandse programmeur van computerspellen. Hij is bekend als hoofdprogrammeur van de Jazz Jackrabbit-spellen en werkte ook aan Tyrian. Hij heeft ook gewerkt aan Killzone van Guerrilla Games als development director. Hij werd ooit door de ontwikkelaar Carlo Vogelsang in een Engelstalig interview the godfather of Dutch game development genoemd.

## Biografie
Arjan was ook een van de bekende demosceneprogrammeurs. Als lid van de groep Ultra Force schreef hij de eerste demo, Vectordemo geheten, voor de pc die gebruik maakte van 3D graphics. Hij was een van de eerste demosceneprogrammeurs die een softwareontwikkelaar werd voor een groot uitgever van computerspellen, namelijk Epic MegaGames (tegenwoordig Epic Games geheten).
Na het ontwikkelen van Jazz Jackrabbit richtte hij begin jaren 90 een bedrijf op, Orange Games. Dit bedrijf fuseerde later, in 2000, met twee andere bedrijven om onder de naam Lost Boys Games (tegenwoordig Guerrilla Games) verder te gaan. In 2005 werd dit bedrijf onderdeel van Sony waardoor het nu spellen exclusief ontwikkelt voor Sony-platformen.
Op 23 februari 2012 kondigde Brussee dat hij Guerrilla ging verlaten voor Visceral Games om aan de slag te gaan als executive producer van een nieuw project.
In juli 2014 werd bekend dat Brussee EA ging verlaten en Boss Key Productions met Cliff Bleszinski had gestart.
In december 2017 verliet hij Boss Key Productions om na 20 jaar terug te keren bij Epic Games. Daar werkt Brussee aan Fortnite en Unreal Engine.

## Spellen
Hij heeft meegewerkt aan de volgende spellen:
- Fortnite (Epic Games, Inc., 2018)
- Lawbreakers (Bosskey Productions, 2017)
- Horizon: Zero Dawn (SCEA, 2017)
- Battlefield : Hardline ( EA Games, 2015)
- Killzone: Shadow Fall (SCEA, 2013)
- Killzone 3 (SCEA, 2011)
- Killzone 2 (SCEA, 2009)
- Killzone: Liberation (SCEA, 2006)
- Killzone (SCEA, 2004)
- Shellshock: Nam '67 (Eidos Interactive Ltd., 2004)
- Jazz Jackrabbit 2: The Secret Files (Gathering, Project Two Interactive BV, 1999)
- Tyrian 2000 (XSIV Games, 1999)
- Age of Wonders (Gathering, 1999)
- Jazz Jackrabbit 2 (Gathering, Project Two Interactive BV, 1998)
- D.O.G: Fight for your life (Greenwood Entertainment, 1997)
- Tyrian (Epic MegaGames, Inc., 1995)
- Jazz Jackrabbit: Holiday Hare 1995 (Epic MegaGames, Inc., 1995
- Jazz Jackrabbit (Epic MegaGames, Inc., 1994)